# إيزابيل توليدو
إيزابيل توليدو (بالإنجليزية: Isabel Toledo) هي مصممة أزياء تقليدية ومصممة أزياء أمريكية، ولدت في 9 أبريل 1961 في كوبا.

## وصلات خارجية
- إيزابيل توليدو على موقع IMDb (الإنجليزية)
- إيزابيل توليدو على موقع قاعدة بيانات برودواي على الإنترنت (الإنجليزية)
- إيزابيل توليدو على موقع قاعدة بيانات الفيلم (الإنجليزية)